# Tellus Tessera
Tellus Tessera is een tessera op de planeet Venus. Tellus Tessera werd in 1982 genoemd naar Tellus, een Oud-Romeinse beschermgodin van de aardbodem.
De tessera heeft een diameter van 2329 kilometer en bevindt zich in het oosten van het gelijknamige quadrangle Tellus Tessera (V-10).